# Geodia canaliculata
Geodia canaliculata är en svampdjursart som först beskrevs av Eduard Oscar Schmidt 1868.
Geodia canaliculata ingår i släktet Geodia och familjen Geodiidae.
I några avhandlingar är det vetenskapliga namnet Geodia canaliculata Carter, 1883 en synonym för Geodia carteri. Det gäller namnet som etablerades av Henry John Carter 1883 men inte arten för denna artikel.